# Теймур-Каш
Теймур-Каш (перс. تيمورقاش) — село в Ірані, у дегестані Баят, у бахші Новбаран, шагрестані Саве остану Марказі. За даними перепису 2006 року, його населення становило 72 особи, що проживали у складі 18 сімей.

## Клімат
Середня річна температура становить 12,11°C, середня максимальна – 32,28°C, а середня мінімальна – -11,96°C. Середня річна кількість опадів – 289 мм.
| Клімат поселення                              | Клімат поселення | Клімат поселення | Клімат поселення | Клімат поселення | Клімат поселення | Клімат поселення | Клімат поселення | Клімат поселення | Клімат поселення | Клімат поселення | Клімат поселення | Клімат поселення | Клімат поселення |
| Показник                                      | Січ.             | Лют.             | Бер.             | Квіт.            | Трав.            | Черв.            | Лип.             | Серп.            | Вер.             | Жовт.            | Лист.            | Груд.            |                  |
| Середній максимум, °C                         | 6,81             | 9,38             | 15,10            | 20,72            | 24,99            | 31,47            | 32,28            | 31,13            | 26,54            | 21,01            | 13,39            | 7,78             |                  |
| Середня температура, °C                       | −2,58            | 0,00             | 5,73             | 11,34            | 15,62            | 22,08            | 25,78            | 24,63            | 20,04            | 14,50            | 6,89             | 1,27             |                  |
| Середній мінімум, °C                          | −11,96           | −9,36            | −3,66            | 1,96             | 6,24             | 12,70            | 19,27            | 18,13            | 13,53            | 7,99             | 0,38             | −5,23            |                  |
| Норма опадів, мм                              | 41               | 37               | 49               | 41               | 33               | 5                | 1                | 1                | 1                | 13               | 26               | 41               |                  |
| Середньомісячна швидкість вітру, м/с          | 1.88             | 2.64             | 3.25             | 3.29             | 2.77             | 2.70             | 2.70             | 2.60             | 2.30             | 2.23             | 1.79             | 1.65             |                  |
| Середньомісячна сонячна радіація, кДж/м²·день | 8314             | 11434            | 14129            | 17778            | 21963            | 26621            | 25876            | 23660            | 20231            | 14616            | 10371            | 8189             |                  |
| --------------------------------------------- | ---------------- | ---------------- | ---------------- | ---------------- | ---------------- | ---------------- | ---------------- | ---------------- | ---------------- | ---------------- | ---------------- | ---------------- | ---------------- |
| Джерело:                                      |                  |                  |                  |                  |                  |                  |                  |                  |                  |                  |                  |                  |                  |